# مایکل جی. فاکس
مایکل جی فاکس (به انگلیسی: Michael J. Fox) بازیگر کانادایی زاده ۹ ژوئن ۱۹۶۱ است. وی بیشتر به خاطر حضور در فیلم بازگشت به آینده مشهور است.
«مایکل جی. فاکس» از پارکینسون گفته و در مصاحبه‌ای جدید فاش کرده است که زندگی با این بیماری با گذر زمان «سخت‌تر» می‌شود. فاکس در سال ۱۹۹۱وقتی که ۲۹ سال داشت به بیماری پارکینسون مبتلا شد. او در سال ۲۰۰۰ «بنیاد مایکل جی فاکس» را برای کمک به تحقیقات برای یافتن درمان بیماری تأسیس کرد و تا سال ۲۰۲۱ که به دلیل کاهش سطح سلامتی خود بازنشسته شد و به فعالیت خود ادامه نداد.
او می‌گوید واقعیت را پذیرفته ام 
از کسی یا چیزی ناراحت نیستم و به دنبال مقصر نمیگردم.
و اینکه 80 سالگی را نخواهم دید 
زیاد ناراحتم نمی‌کند.
او برنده سه دوره متوالی جایزه گلدن گلوب بهترین بازیگر کمدی در سریال شهر چرخان شده‌است.

## فیلم‌شناسی
فهرست برخی از فیلم‌هایی که مایکل جی. فاکس در آن‌ها به ایفای نقش پرداخته‌است:
- لو گرانت (مجموعه تلویزیونی) (۱۹۷۹)
- جنون نیمه‌شب (۱۹۸۰)
- کلاس ۱۹۸۴ (۱۹۸۲)
- بازگشت به آینده (۱۹۸۵)
- گرگ نوجوان (۱۹۸۵)
- چراغ‌های روشن، شهر بزرگ (۱۹۸۷)
- نور روز (۱۹۸۷)
- راز موفقیت من (۱۹۸۷)
- ضایعات جنگ (۱۹۸۹)
- بازگشت به آینده قسمت ۲ (۱۹۸۹)
- بازگشت به آینده قسمت ۳ (۱۹۹۰)
- راه سخت (۱۹۹۱)
- پخش زنده شنبه شب (۱۹۹۱)
- دکتر هالیوود (۱۹۹۱)
- به سوی خانه: سفر باورنکردنی (۱۹۹۳)
- زندگی با مایکی (۱۹۹۳)
- برای عشق یا پول (۱۹۹۳)
- جایی که رودخانه‌ها به سمت شمال جریان دارند (۱۹۹۳)
- آب را نخورید (۱۹۹۴)
- حریص (۱۹۹۴)
- خون‌سرد (۱۹۹۵)
- صورت آبی (۱۹۹۵)
- رئیس‌جمهور آمریکا (۱۹۹۵)
- به سوی خانه ۲: گمشده در سان فرانسیسکو (۱۹۹۶)
- ترس‌آفرینان (۱۹۹۶)
- مریخ حمله می‌کند! (۱۹۹۶)
- استوارت کوچولو (۱۹۹۹)
- آتلانتیس: امپراتوری گم‌شده (۲۰۰۱)
- بزرگ‌راه ۶۰ (۲۰۰۲)
- استوارت کوچولو ۲ (۲۰۰۲)
- استوارت کوچولو ۳ (۲۰۰۵)
- بوستون لیگال (۲۰۰۶)
- همسر خوب (۲۰۱۶-۲۰۱۰)
- فینیس و فرب (۲۰۱۱)
- زیاد ذوق‌زده نشو (۲۰۱۷ , ۲۰۱۱)
- بازگشت به آینده (بازی رایانه‌ای) (۲۰۱۱)
- درو: مردی پشت پوستر (۲۰۱۳)
- آنی (۲۰۱۴)
- جو کالزاگی (۲۰۱۵)
- آرچی (۲۰۱۶)
- بازمانده برگزیده-مجموعه تلویزیونی (۲۰۱۸)
- دیروز می‌بینمت (۲۰۱۹)